# Etkin Haber Ajansı
Etkin Haber Ajansı (abgekürzt ETHA) (deutsch etwa: „aktive“ oder „wirkungsvolle“ Nachrichtenagentur) ist eine im Jahr 2010 gegründete Nachrichtenagentur mit Sitz in Istanbul.

## Überblick
Die türkischen Behörden verorten sie im Umfeld der (legalen) Sozialistischen Partei der Unterdrückten bzw. der verbotenen und in der Türkei als terroristisch eingestuften Marxistisch-Leninistischen Kommunistischen Partei (MLKP). Mitarbeiter der Agentur hingegen bezeichnen diese als „sozialistisch, aber unabhängig“. Immer wieder wurden Reporter und Redakteure von ETHA wegen Mitgliedschaft in der MLKP oder wegen Propaganda für diese angeklagt oder gar verhaftet.
In Deutschland wurde die Agentur bekannt durch die deutsch-türkische Journalistin und ETHA-Mitarbeiterin Meşale Tolu, die im Mai 2015 verhaftet wurde – ebenfalls unter dem Vorwurf der Mitgliedschaft in der MLKP. Ende 2016 wurde gegen die Nachrichtenchefin Derya Okatan im Zusammenhang mit den von der Hackergruppe RedHack geleakten E-Mails des damaligen türkischen Energieministers Berat Albayrak ein Ermittlungsverfahren eingeleitet. Anders als Tunca Öğreten und zwei weitere Journalisten wurde sie nach 23 Tagen in Polizeigewahrsam freigelassen und kam nicht in Untersuchungshaft, steht aber zusammen mit ihnen und zwei weiteren Journalisten deswegen vor Gericht.
Im April 2018 befanden sich insgesamt sechs Mitarbeiter der Agentur in Untersuchungshaft, darunter auch der Deutsch-Türke Adil Demirci.
Im Juli 2015, nach dem Ende des Waffenstillstands zwischen dem türkischen Staat und der PKK, wurde in der Türkei der Zugang zur Website von ETHA gesperrt. Diese Sperre besteht weiterhin (Stand: August 2018).

## Özgür Radyo
Enge personelle Überschneidungen bestanden zwischen ETHA und dem Nachrichtensender Özgür Radyo („Freies Radio“). Dieser sendete bereits seit 1995 in Istanbul und der Marmararegion. Mehrfach verhängte die staatliche Aufsichtsbehörde RTÜK lange Sendeverbote gegen den Sender; von 1995 bis 2003 durfte der Sender aufgrund solcher Strafen insgesamt drei Jahre und neun Monate lang nicht senden. Özgür Radyo sendete in dieser Zeit über das Internet und war eine der ersten türkischen Radiostationen überhaupt, die ein Streaming anboten.
Während ETHA von der Welle von Medienschließungen nach dem Putschversuch vom Juli 2016 nicht betroffen war, wurde Özgür Radyo per Erlass der Aufsichtsbehörde am 29. September 2016 die Sendelizenz eingezogen und geschlossen.